# Belonging
Belonging è un album in studio del musicista statunitense Keith Jarrett, pubblicato nel 1974.

## Tracce
1. Spiral Dance – 4:11
2. Blossom – 12:15
3. 'Long as You Know You're Living Yours – 6:14
4. Belonging – 2:15
5. The Windup – 8:27
6. Solstice – 13:13

## Formazione
- Keith Jarrett – piano
- Jan Garbarek – sassofono tenore, sassofono soprano
- Palle Danielsson – basso
- Jon Christensen – batteria